# Monomorium rosae
Monomorium rosae är en myrart som beskrevs av Santschi 1920. Monomorium rosae ingår i släktet Monomorium och familjen myror. Inga underarter finns listade i Catalogue of Life.

## Bildgalleri

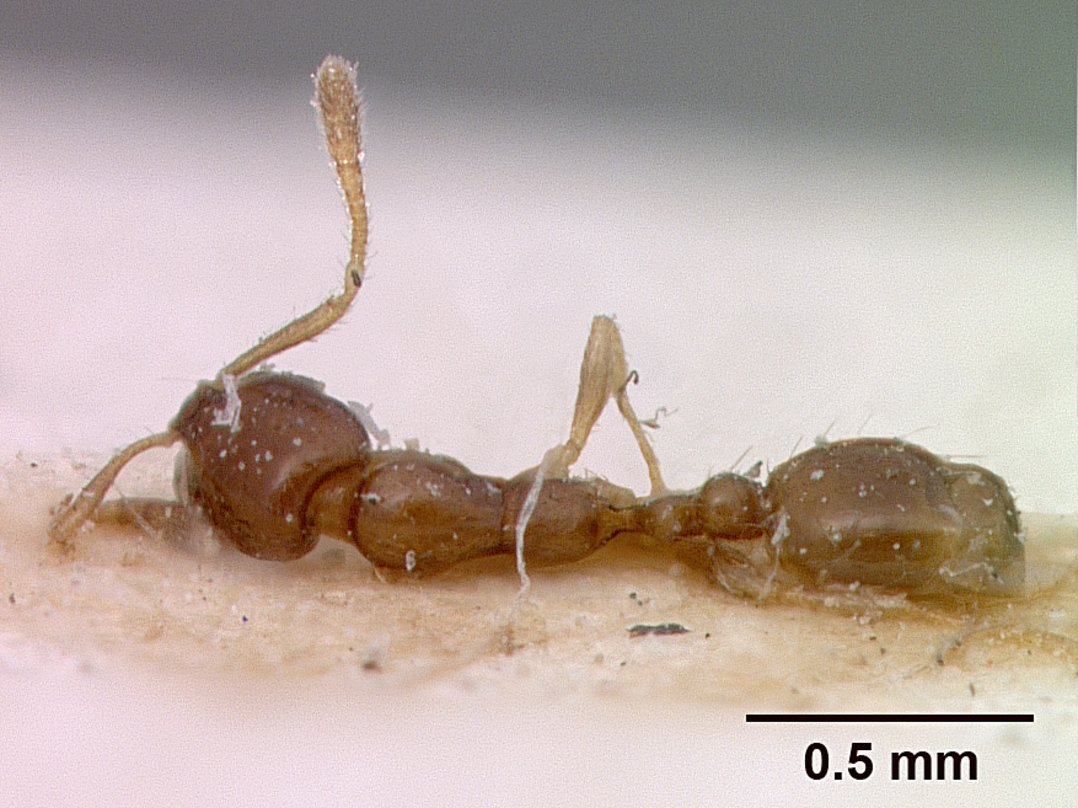
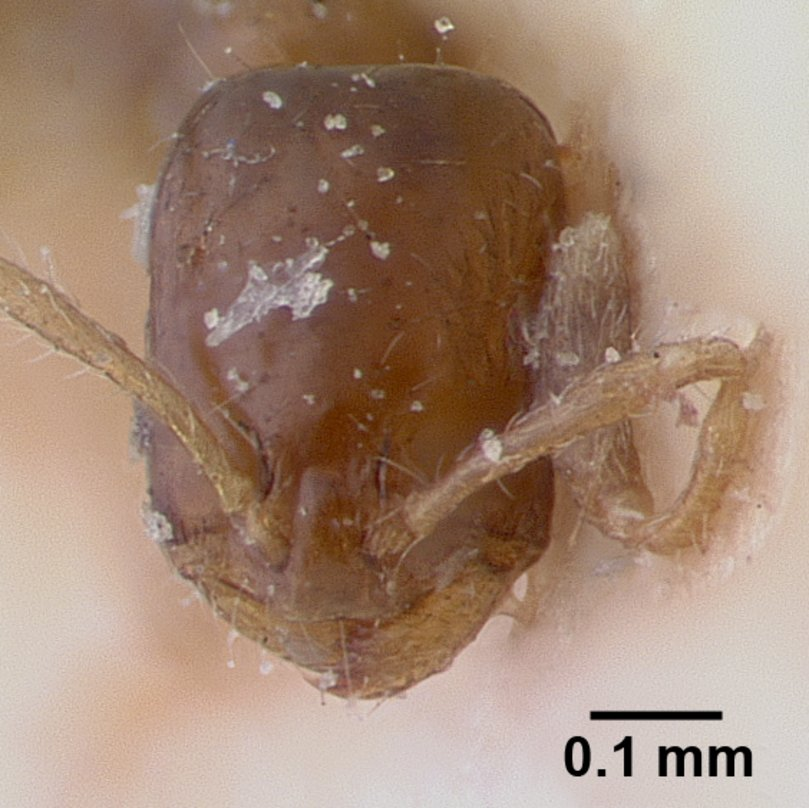
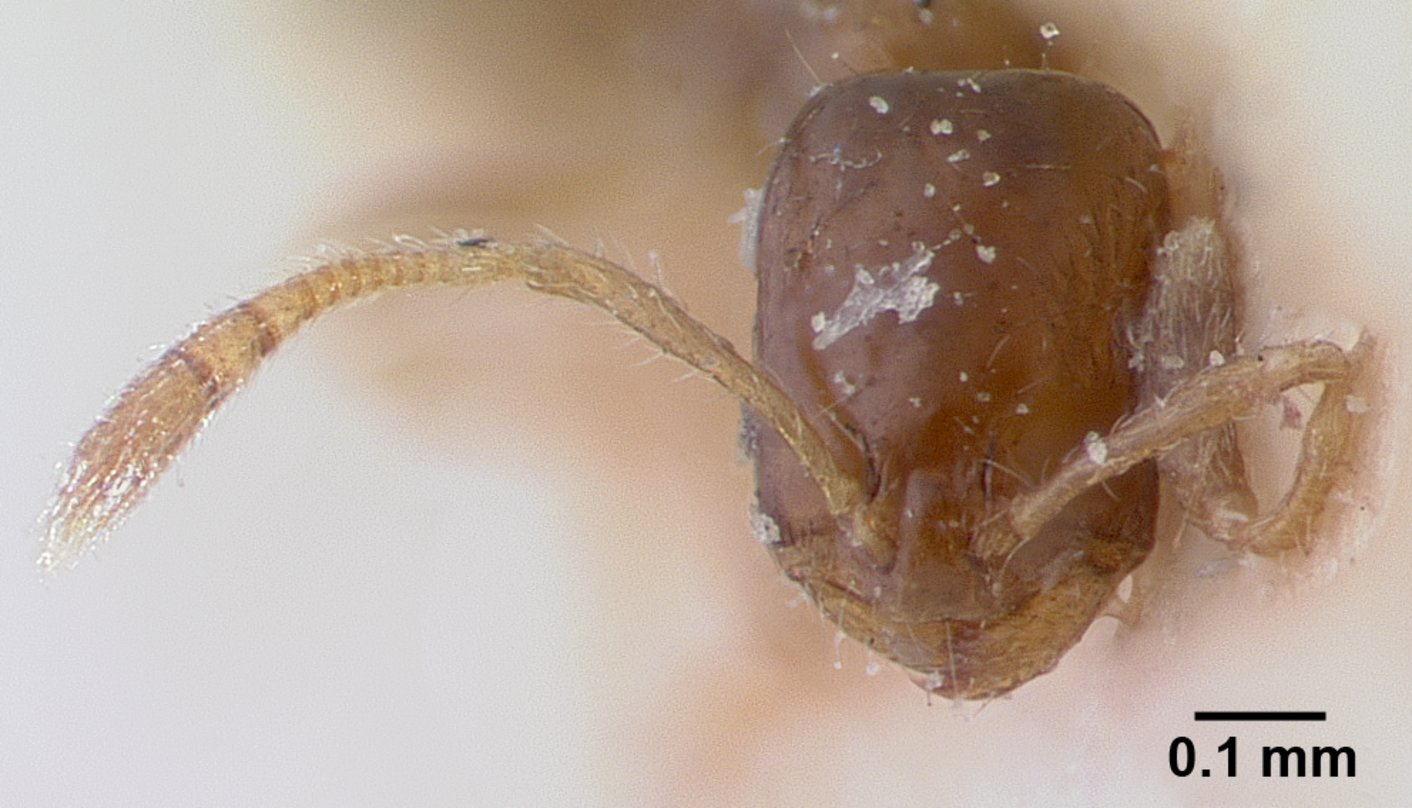
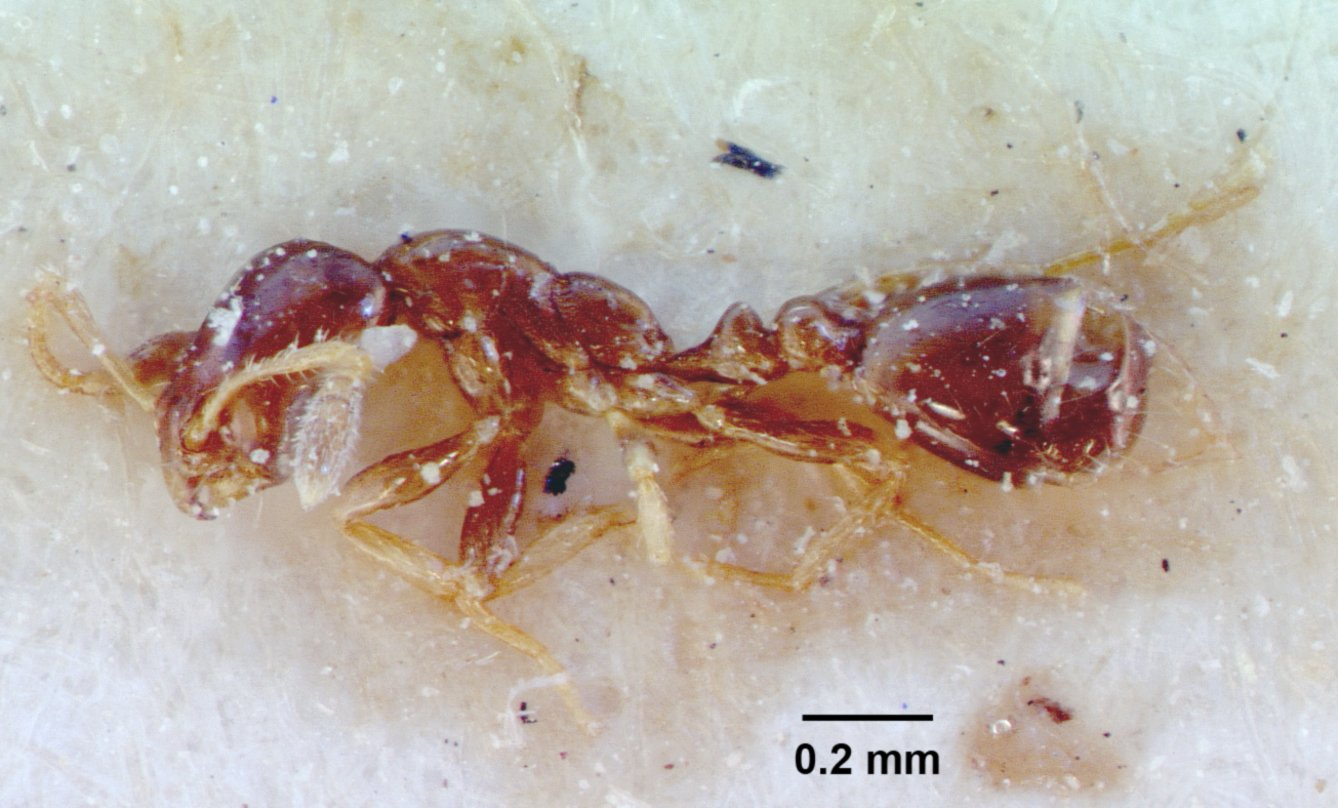